# Vizovice
Vizovice város Csehországban, a Zlíni járásban. Vizovice Zádveřice-Raková, Horní Lhota, Ublo, Újezd, Neubuz, Lhotsko, Lutonina, Loučka, Jasenná, Dešná, Bratřejov, Slušovice és Slopné településekkel határos. Lakosainak száma 4886 fő (2024. január 1.).

## Népesség
A település lakosságának változását az alábbi diagram mutatja:
| Lakosok száma | 2834 | 2757 | 3178 | 3717 | 4251 | 4501 | 4729 | 4800 | 4809 | 4886 |
|               | 1869 | 1890 | 1921 | 1950 | 1980 | 2001 | 2017 | 2019 | 2022 | 2024 |